# Misumenops dalmasi
Misumenops dalmasi là một loài nhện trong họ Thomisidae.
Loài này thuộc chi Misumenops. Misumenops dalmasi được Lucien Berland miêu tả năm 1927.